# SN 2005ip
SN 2005ip – supernowa typu II odkryta 5 listopada 2005 roku w galaktyce NGC 2906. W momencie odkrycia miała maksymalną jasność 15,50m.